# Akihiko Tago
Akihiko Tago (多胡 昭彦?, Tago Akihiko; 1932) è un astronomo giapponese.
Vive a Tsuyama (Okayama). Collabora con la Variable Star Observers League in Japan con il codice Tag.

## Scoperte
Akihiko Tago ha scoperto o coscoperto tre comete e cinque nove. In ordine cronologico di scoperta:
| Tipo di oggetto | Designazione o denominazione        | Anno della scoperta | Fonti                  | Coscopritori                       |
| --------------- | ----------------------------------- | ------------------- | ---------------------- | ---------------------------------- |
| cometa          | C/1968 H1 Tago-Honda-Yamamoto       | 1968                | Circolare IAUC n. 2071 | Minoru Honda, Tetsuo Yamamoto      |
| cometa          | C/1969 T1 Tago-Sato-Kosaka          | 1969                | Circolare IAUC n. 2175 | Yasuo Sato, Kouzou Kosaka          |
| cometa          | C/1987 B1 Nishikawa-Takamizawa-Tago | 1987                | [ 3 ]                  | Noboru Nishikawa, Kesao Takamizawa |
| nova            | V2313 Oph                           | 1994                | [ 4 ]                  | Minoru Yamamoto                    |
| nova            | V1493 Aql                           | 1999                | [ 5 ]                  | -                                  |
| nova            | V2275 Cyg                           | 2001                | [ 6 ] [ 7 ]            | Kazuya Hatayama                    |
| nova            | V0574 Pup                           | 2004                | [ 8 ]                  | Yukio Sakurai                      |
| nova            | V2467 Cyg                           | 2007                | [ 9 ]                  | -                                  |

Tago è stato scopritore indipendente della C/1970 U1 Suzuki-Sato-Seki . Gli è attribuita anche la scoperta indipendente della nova V459 Vul , ma ciò non risulta dalla lista ufficiale delle nove .
Nel 2006 Tago è stato il primo scopritore di un micro-lensing al di fuori del nucleo della nostra galassia, della Grande Nube di Magellano e della Piccola Nube di Magellano: la stella GSC 3656-1328 improvvisamente aumentò di oltre quattro magnitudini in due settimane e in altre due settimane tornò alla luminosità usuale: una stella di tipo nana rossa o nana bruna era passata esattamente davanti GSC 3656-1328 e la gravità di questa stella durante il suo transito davanti a GSC 3656-1328 diresse più luce verso la Terra facendo aumentare il suo splendore apparente  .

## Riconoscimenti
In suo onore l'asteroide 1993 DC1 è stato chiamato 7830 Akihikotago .